# Самервил (Њу Џерзи)
Самервил (енгл. Somerville) град је у америчкој савезној држави Њу Џерзи.

## Демографија
По попису из 2010. године број становника је 12.098, што је 325 (-2,6%) становника мање него 2000. године.
| Група             | 2000.         | 2010.         |
| Белци             | 7.532 (60,6%) | 6.152 (50,9%) |
| Афроамериканци    | 1.606 (12,9%) | 1.470 (12,2%) |
| Азијати           | 913 (7,3%)    | 1.375 (11,4%) |
| Хиспаноамериканци | 2.112 (17,0%) | 2.873 (23,7%) |
| Укупно            | 12.423        | 12.098        |